# کفشک زمستانی
کفشک زمستانی (نام علمی: Pseudopleuronectes americanus) نام یک گونه از زیرخانواده راست‌رویان است.